# Избирательные округа штата Нью-Йорк
В настоящее время американский штат Нью-Йорк состоит из 27 избирательных округов. Каждый округ избирает одного члена Палаты представителей США в качестве представителя. В 2013 году, после переписи населения США 2010 года, в штате были изменены границы. В итоге штат потерял два места в Конгрессе.
Начиная с промежуточных выборов 2022 года, в соответствии с переписью населения США 2020 года, Нью-Йорк потеряет одно место в Конгрессе. Решение о потере было принято с удивительно незначительным отрывом. Считалось, что если бы по результатам переписи было учтено на 89 человек больше, а население всех других штатов осталось бы неизменным, Нью-Йорк сохранил бы потерянное место.

## Нынешние округа и их представители
Здесь представлен список членов Палаты представителей США от штата Нью-Йорк, границы округов и политические рейтинги округов (по данным КПИ). По состоянию на апрель 2024 года, делегация насчитывает 26 членов (16 демократов и 10 республиканцев).
| Округ | Представитель (Резиденция)         | Партия          | Действующий с    | Рейтинг округа | Карта округа |
| ----- | ---------------------------------- | --------------- | ---------------- | -------------- | ------------ |
| 1     | Ник ЛаЛота (Амитивилл)             | Республиканская | 3 января 2023    | Р+3            |              |
| 2     | Эндрю Гарбарино (Бейпорт)          | Республиканская | 3 января 2021    | Р+3            |              |
| 3     | Томас Суоцци (Глен-Ков)            | Демократическая | 13 февраля 2024  | Д+2            |              |
| 4     | Энтони Д'Эспозито (Айленд-Парк)    | Республиканская | 3 января 2023    | Д+5            |              |
| 5     | Грегори Микс (Куинс)               | Демократическая | 3 февраля 1998   | Д+30           |              |
| 6     | Грэйс Мэн (Куинс)                  | Демократическая | 3 января 2013    | Д+15           |              |
| 7     | Нидия Веласкез (Бруклин)           | Демократическая | 3 января 1993    | Д+31           |              |
| 8     | Хаким Джеффрис (Бруклин)           | Демократическая | 3 января 2013    | Д+26           |              |
| 9     | Иветт Кларк (Бруклин)              | Демократическая | 3 января 2007    | Д+25           |              |
| 10    | Дэн Голдман (Манхэттен)            | Демократическая | 3 января 2023    | Д+35           |              |
| 11    | Николь Маллиотакис (Статен-Айленд) | Республиканская | 3 января 2021    | Р+6            |              |
| 12    | Джерри Надлер (Манхэттен)          | Демократическая | 3 ноября 1992    | Д+34           |              |
| 13    | Адриано Эспэллэ (Манхэттен)        | Демократическая | 3 января 2017    | Д+38           |              |
| 14    | Александрия Окасио-Кортес (Бронкс) | Демократическая | 3 января 2019    | Д+28           |              |
| 15    | Ритчи Торрес (Бронкс)              | Демократическая | 3 января 2021    | Д+35           |              |
| 16    | Джамааль Боумэн (Йонкерс)          | Демократическая | 3 января 2021    | Д+20           |              |
| 17    | Майк Лоулер (Перл-Ривер)           | Республиканская | 3 января 2023    | Д+3            |              |
| 18    | Пэт Райан (Гардинер)               | Демократическая | 13 сентября 2022 | Д+1            |              |
| 19    | Марк Молинаро (Катскилл)           | Республиканская | 3 января 2023    | Поровну        |              |
| 20    | Пол Тонко (Амстердам)              | Демократическая | 3 января 2009    | Д+7            |              |
| 21    | Элиз Стефаник (Скайлервилль)       | Республиканская | 3 января 2015    | Р+9            |              |
| 22    | Брэндон Уильямс (Сеннетт)          | Республиканская | 3 января 2023    | Д+1            |              |
| 23    | Ник Лэнгворти (Пендлтон)           | Республиканская | 3 января 2023    | Р+12           |              |
| 24    | Клаудия Тенни (Канандайгуа)        | Республиканская | 11 февраля 2021  | Р+11           |              |
| 25    | Джозеф Морелль (Ирондекойт)        | Демократическая | 13 ноября 2018   | Д+7            |              |
| 26    | Тим Кеннеди (Южный Буффало)        | Демократическая | 30 апреля 2024   | Д+9            |              |

## Исторические местоположения округов
Примечание: В настоящее время в Нью-Йорке насчитывается 62 округа. Округа, не упомянутые в этом списке, еще не были установлены или сформированы.

### Выборы 1789 года
27 января 1789 года законодательное собрание штата Нью-Йорк разделило штат Нью-Йорк на шесть избирательных округов, которые не были пронумерованы.
- Округа Кингс, Куинс, Ричмонд и Саффолк.
- Нью-Йорк и округ Уэстчестер, за исключением городов Салем, Норт-Салем, Кортлендт, Йорктаун и Стефентаун.
- Округ Датчесс и вышеупомянутые города в Уестчестере.
- Округа Ориндж и Алстер.
- Округ Олбани к востоку от реки Гудзон, округа Колумбия, Клинтон и Вашингтон.
- Округ Олбани к западу от реки Гудзон, а также округа Монтгомери и Онтарио.

### Выборы 1790 года
Округа остались теми же, что и на предыдущих выборах в марте 1789 года.

### Выборы 1793 года
18 декабря 1792 года законодательный орган разделил штат на десять округов, которые не были пронумерованы, с учетом новых округов, созданных в 1791 году.
- Округа Кингс, Куинс и Саффолк.
- Округ Нью-Йорк.
- Округа округ Уэстчестер и Ричмонд.
- Округа Ориндж и Алстер.
- Округ Датчесс.
- Округ Колумбия.
- Округа Клинтон и Ренселер.
- Округ Олбани.
- Округа Вашингтон и Саратога.
- Округа Монтгомери, Онтарио, Херкимер, Отсиго и Тайога.

### Выборы 1794 года
На данных выборах избирательные округи остались такими же, как и на предыдущих, только внутри десятого округа в 1794 году было создано новый округ Онондага.
- Округа Кингс, Куинс и Саффолк.
- Округ Нью-Йорк.
- Округа округ Уэстчестер и Ричмонд.
- Округа Ориндж и Алстер.
- Округ Датчесс.
- Округ Колумбия.
- Округа Клинтон и Ренселер.
- Округ Олбани.
- Округа Вашингтон и Саратога.
- Округа Монтгомери, Онтарио, Херкимер, Отсиго, Тайога, Онондага.

### Выборы 1796 года
Географическая площадь избирательных округов на этих выборах осталась такой же, как и на предыдущих выборах в декабре 1794 года. Округ Стьюбен был создан из части округа Онтарио и остался в том же округе. Округ Скохари был создан из части округа Олбани и части округа Отсего, которые остались в отдельных округах.
- Округа Кингс, Куинс и Саффолк.
- Округ Нью-Йорк.
- Округа округ Уэстчестер и Ричмонд.
- Округа Ориндж и Алстер.
- Округ Датчесс.
- Округ Колумбия.
- Округа Клинтон и Ренселер.
- Округ Олбани.
- Округа Вашингтон и Саратога.
- Округа Монтгомери, Онтарио, Херкимер, Отсиго, Тайога, Онондага, Стьюбен и часть округа Скохари.

### Выборы 1798 года
27 марта 1797 года Законодательное собрание перераспределило округа с учетом новых округов, которые были созданы за это время. Впервые округа были пронумерованы.
- 1-й избирательный округ: округа Кингс, Куинс и Саффолк.
- 2-й избирательный округ: первые 6 районов Нью-Йорк.
- 3-й избирательный округ: 7-й район округа Нью-Йорк, округ Уэстчестер и Рокленд.
- 4-й избирательный округ: округа Ориндж и Алстер.
- 5-й избирательный округ: округ Датчесс.
- 6-й избирательный округ: округа Колумбия и Ренселер.
- 7-й избирательный округ: округа Клинтон, Вашингтон и Саратога.
- 8-й избирательный округ: округа Олбани и Скохари.
- 9-й избирательный округ: округа Херкимер, Монтгомери, Шенанго и Онайда.
- 10-й избирательный округ: округа Онтарио,  Отсиго, Тайога, Онондага, Стьюбен.

### Выборы 1800 года
Округа остались теми же, что и на предыдущих выборах в апреле 1798 года, но в 1799 году были созданы два новых округа: в 7-м округе округ Эссекс был отделен от округа Клинтон, а в 10-м округе округ Каюга был отделен от округа Онондага.
- 1-й избирательный округ: округа Кингс, Куинс, Саффолк и Ричмонд.
- 2-й избирательный округ: первые 6 районов Нью-Йорк.
- 3-й избирательный округ: 7-й район округа Нью-Йорк, округ Уэстчестер и Рокленд.
- 4-й избирательный округ: округа Ориндж, Алстер и Делавэр.
- 5-й избирательный округ: округ Датчесс.
- 6-й избирательный округ: округа Колумбия и Ренселер.
- 7-й избирательный округ: округа Клинтон, Вашингтон, Саратога и Эссекс.
- 8-й избирательный округ: округа Олбани и Скохари.
- 9-й избирательный округ: округа Херкимер, Монтгомери, Шенанго и Онайда.
- 10-й избирательный округ: округа Онтарио,  Отсиго, Тайога, Онондага, Стьюбен, Кейюга.

### Выборы 1802 года
До предыдущих выборов было десять избирательных округов. После переписи населения США 1800 года Конгресс перераспределил места, и представительство Нью-Йорка было увеличено до 17. 30 марта 1802 года законодательное собрание штата Нью-Йорк перераспределило избирательные округа, разделив округ Нью-Йорк на два округа.
- 1-й избирательный округ: округа Куинс и Саффолк.
- 2-й избирательный округ: 1-й, 2-й, 3-й и 5-й район Нью-Йорк, округа Ричмонд и Кингс.
- 3-й избирательный округ: 4-й, 6-й и 7-й район округа Нью-Йорк,
- 4-й избирательный округ: округа округ Уэстчестер и Рокленд.
- 5-й избирательный округ: округ Ориндж.
- 6-й избирательный округ: округ Датчесс.
- 7-й избирательный округ: округа Алстер и Грин.
- 8-й избирательный округ: округ Колумбия.
- 9-й избирательный округ: округ Олбани.
- 10-й избирательный округ: округ Ренселер.
- 11-й избирательный округ: округа Клинтон, Саратога и Эссекс.
- 12-й избирательный округ: округ Вашингтон.
- 13-й избирательный округ: округа Монтгомери и Скохари.
- 14-й избирательный округ: округа Делавэр и Отсиго.
- 15-й избирательный округ: округа Херкимер и Онайда.
- 16-й избирательный округ: округа Шенанго, Тайога, Онондага.
- 17-й избирательный округ: округа Онтарио, Стьюбен, Кейюга.

### Выборы 1804 года
После избрания одного демократа-республиканца и одного федералиста в 1802 году, демократическо-республиканское большинство в законодательном собрании штата объединило два округа в соответствии с законом, принятым 20 марта 1804 года, чтобы два конгрессмена избирались по общему билету избирателями обоих округов, гарантируя избрание двух демократов-республиканцев.
Кроме того, округ Сенека был отделен от округа Кейюга внутри 17-го округа.
- 1-й избирательный округ: округа Куинс и Саффолк.
- 2-й избирательный округ и 3-й избирательный округ (2 места): Нью-Йорк, округа Ричмонд и Кингс.
- 4-й избирательный округ: округа округ Уэстчестер и Рокленд.
- 5-й избирательный округ: округ Ориндж.
- 6-й избирательный округ: округ Датчесс.
- 7-й избирательный округ: округа Алстер и Грин.
- 8-й избирательный округ: округ Колумбия.
- 9-й избирательный округ: округ Олбани.
- 10-й избирательный округ: округ Ренселер.
- 11-й избирательный округ: округа Клинтон, Саратога и Эссекс.
- 12-й избирательный округ: округ Вашингтон.
- 13-й избирательный округ: округа Монтгомери и Скохари.
- 14-й избирательный округ: округа Делавэр и Отсиго.
- 15-й избирательный округ: округа Херкимер и Онайда.
- 16-й избирательный округ: округа Шенанго, Тайога, Онондага.
- 17-й избирательный округ: округа Онтарио, Стьюбен, Кейюга, Сенека.

### Выборы 1806 года
После последних выборов в 1804 году было создано три новых округа: округ Джефферсон был отделен от округа Онейда (15 округ), округ Мэдисон - от округа Ченанго (16 округ).
- 1-й избирательный округ: округа Куинс и Саффолк.
- 2-й избирательный округ и 3-й избирательный округ (2 места): Нью-Йорк, округа Ричмонд и Кингс.
- 4-й избирательный округ: округа округ Уэстчестер и Рокленд.
- 5-й избирательный округ: округ Ориндж.
- 6-й избирательный округ: округ Датчесс.
- 7-й избирательный округ: округа Алстер и Грин.
- 8-й избирательный округ: округ Колумбия.
- 9-й избирательный округ: округ Олбани.
- 10-й избирательный округ: округ Ренселер.
- 11-й избирательный округ: округа Клинтон, Саратога и Эссекс.
- 12-й избирательный округ: округ Вашингтон.
- 13-й избирательный округ: округа Монтгомери и Скохари.
- 14-й избирательный округ: округа Делавэр и Отсиго.
- 15-й избирательный округ: округа Херкимер, Онайда и Джефферсон.
- 16-й избирательный округ: округа Шенанго, Тайога, Онондага, Мадисон.
- 17-й избирательный округ: округа Онтарио, Стьюбен, Кейюга, Сенека, Аллегейни.

### Выборы 1808 года
8 апреля 1808 года законодательное собрание штата вновь перераспределило округа, разделив 2-й и 3-й округа и создав два округа (2-й и 6-й) с двумя избирательными местами в каждом, которые должны были заполняться по общему билету.
Дэвид Томас был избран в старом 12-м округе, в который входил только округ Вашингтон, поэтому место было предоставлено на специальных выборах, проведенных только в этом округе. В то же время два представителя было избрано по общему билету в новом 6-м округе, в который округ Вашингтон был перераспределён вместе с округом Колумбия и округом Ренсселер.
Из-за двухмандатных округов в штате было всего 15 округов (16-й и 17-й были упразднены).
- 1-й избирательный округ: округа Куинс, Кингс и Саффолк.
- 2-й избирательный округ (2 места): Нью-Йорк, округа Ричмонд и Рокленд.
- 3-й избирательный округ: округа Ориндж и округ Уестчестер.
- 4-й избирательный округ: округ Датчесс.
- 5-й избирательный округ: округа Алстер и Грин.
- 6-й избирательный округ (2 места): округа Колумбия, Ренселер и Вашингтон.
- 7-й избирательный округ: округ Олбани.
- 8-й избирательный округ: округа Клинтон, Саратога и Эссекс.
- 9-й избирательный округ: округа Монтгомери и Скохари.
- 10-й избирательный округ: округа Херкимер, Сент-Лоренс, Джефферсон и Льюис.
- 11-й избирательный округ: округа Онайда и Мадисон.
- 12-й избирательный округ: округа Делавэр и Отсиго.
- 13-й избирательный округ: округа Шенанго, Онондага, Брум, Кортленд.
- 14-й избирательный округ: округа Тайога, Стьюбен, Кейюга, Сенека.
- 15-й избирательный округ: округа Онтарио,  Аллегейни, Дженеси.

### Выборы 1810 года
Округа остались теми же, что и на предыдущих выборах в 1808 году. Только в некоторых округах были созданы 4 новых округа: округ Салливан был выделен из округа Алстер (5-й округ), округ Скенектади был выделен из округа Олбани (7-й округ), округ Франклин был выделен из округа Клинтон (8-й округ). округ Ниагара был выделен из округа Дженеси (15 округ).
- 1-й избирательный округ: округа Куинс, Кингс и Саффолк.
- 2-й избирательный округ (2 места): Нью-Йорк, округа Ричмонд и Рокленд.
- 3-й избирательный округ: округа Ориндж и округ Уестчестер.
- 4-й избирательный округ: округ Датчесс.
- 5-й избирательный округ: округа Алстер, Салливан, Грин.
- 6-й избирательный округ (2 места): округа Колумбия, Ренселер и Вашингтон.
- 7-й избирательный округ: округа Олбани, Скенектади.
- 8-й избирательный округ: округа Клинтон, Саратога, Франклин и Эссекс.
- 9-й избирательный округ: округа Монтгомери и Скохари.
- 10-й избирательный округ: округа Херкимер, Сент-Лоренс, Джефферсон и Льюис.
- 11-й избирательный округ: округа Онайда и Мадисон.
- 12-й избирательный округ: округа Делавэр и Отсиго.
- 13-й избирательный округ: округа Шенанго, Онондага, Брум, Кортленд.
- 14-й избирательный округ: округа Тайога, Стьюбен, Кейюга, Сенека.
- 15-й избирательный округ: округа Онтарио,  Аллегейни, Дженеси, Ниагара.

### Выборы 1812 года
В связи с увеличением количества мест, ранее ликвидированные 16-й и 17-й округа были восстановлены. Также было создано еще 4 округа. В 6 округах было по два члена, избираемых по общему билету.
- 1-й избирательный округ (2 места):  1-й -й район Нью-Йорк, Кингс, Ричмонд, Куинс и Саффолк.
- 2-й избирательный округ (2 места):   Остальные округа Нью-Йорк.
- 3-й избирательный округ: округа Уэстчестер и Рокленд.
- 4-й избирательный округ: округа  Датчесс, кроме городов Райнбек и Клинтон, Патнам.
- 5-й избирательный округ: округ Колумбия, города Райнбек и Клинтон округа Датчесс.
- 6-й избирательный округ: округ Ориндж.
- 7-й избирательный округ: округа Алстер и Салливан.
- 8-й избирательный округ: округа Грин и Делавэр.
- 9-й избирательный округ: округ Олбани.
- 10-й избирательный округ: округ Ренселер.
- 11-й избирательный округ: округ  Саратога.
- 12-й избирательный округ (2 места): округа Вашингтон, Клинтон, Эссекс, Франклин.
- 13-й избирательный округ: округа Скохари и Скенектади.
- 14-й избирательный округ: округ Монтгомери.
- 15-й избирательный округ (2 места):    округа Шенанго, Отсиго, Брум.
- 16-й избирательный округ: округ Онайда.
- 17-й избирательный округ: округа Херкимер, Мадисон.
- 18-й избирательный округ: округа Джефферсон, Сент-Лоренс и Льюис.
- 19-й избирательный округ: округа Онондага, Кортленд.
- 20-й избирательный округ (2 места): округа Стьюбен, Тайога, Кейюга, Сенека.
- 21-й избирательный округ (2 места): округа Онтарио, Аллегейни, Дженеси, Ниагара, Шатокуа.

### Выборы 1814 года
На выборах 1814 округа остались такими же, как и на предыдущих выборах 1812 г., только был создан 1 округ: округ Уоррен был отделен от округа Вашингтон (12 округ).
- 1-й избирательный округ (2 места):  1-й и 2-й район Нью-Йорк, Кингс, Ричмонд, Куинс и Саффолк.
- 2-й избирательный округ (2 места): Остальные округа Нью-Йорк.
- 3-й избирательный округ: округа Уэстчестер и Рокленд.
- 4-й избирательный округ: округа  Датчесс, кроме городов Райнбек и Клинтон, Патнам.
- 5-й избирательный округ: округ Колумбия, города Райнбек и Клинтон округа Датчесс.
- 6-й избирательный округ: округ Ориндж.
- 7-й избирательный округ: округа Алстер и Салливан.
- 8-й избирательный округ: округа Грин и Делавэр.
- 9-й избирательный округ: округ Олбани.
- 10-й избирательный округ: округ Ренселер.
- 11-й избирательный округ: округ Саратога.
- 12-й избирательный округ (2 места): округа Вашингтон, Клинтон, Эссекс, Франклин, Уоррен
- 13-й избирательный округ: округа Скохари и Скенектади.
- 14-й избирательный округ: округ Монтгомери.
- 15-й избирательный округ (2 места): округа Шенанго, Отсиго, Брум.
- 16-й избирательный округ: округ Онайда.
- 17-й избирательный округ: округа Херкимер, Мадисон.
- 18-й избирательный округ: округа Джефферсон, Сент-Лоренс и Льюис.
- 19-й избирательный округ: округа Онондага, Кортленд.
- 20-й избирательный округ (2 места): округа Стьюбен, Тайога, Кейюга, Сенека.
- 21-й избирательный округ (2 места): округа Онтарио, Аллегейни, Дженеси, Ниагара, Шатокуа.

### Выборы 1816 года
На выборах 1816 года не было каких-либо изменений.

### Выборы 1818 года
На выборах 1818 года географическая территория округов осталась такой же, как и на предыдущих выборах в 1816 году. Были созданы два новых округа: Томпкинс (20-й округ) и Каттараугус (21-й округ). В 1817 году город Данубе был отделен от города Минден в округе Монтгомери и передан в округ Херкимер, однако Данубе остался в 14-м округе.
- 1-й избирательный округ (2 места):  1-й и 2-й район Нью-Йорк, Кингс, Ричмонд, Куинс и Саффолк.
- 2-й избирательный округ (2 места): Остальные округа Нью-Йорк.
- 3-й избирательный округ: округа Уэстчестер и Рокленд.
- 4-й избирательный округ: округа Датчесс, кроме городов Райнбек и Клинтон, Патнам.
- 5-й избирательный округ: округ Колумбия, города Райнбек и Клинтон округа Датчесс.
- 6-й избирательный округ: округ Ориндж.
- 7-й избирательный округ: округа Алстер и Салливан.
- 8-й избирательный округ: округа Грин и Делавэр.
- 9-й избирательный округ: округ Олбани.
- 10-й избирательный округ: округ Ренселер.
- 11-й избирательный округ: округ Саратога.
- 12-й избирательный округ (2 места): округа Вашингтон, Клинтон, Эссекс, Франклин, Уоррен
- 13-й избирательный округ: округа Скохари и Скенектади.
- 14-й избирательный округ: округ Монтгомери, город Данубе округа Херкимер.
- 15-й избирательный округ (2 места): округа Шенанго, Отсиго, Брум.
- 16-й избирательный округ: округ Онайда.
- 17-й избирательный округ: округа Херкимер, кроме города Данубе, и Мадисон.
- 18-й избирательный округ: округа Джефферсон, Сент-Лоренс и Льюис.
- 19-й избирательный округ: округа Онондага, Кортленд.
- 20-й избирательный округ (2 места): округа Стьюбен, Тайога, Кейюга, Сенека, Томпкинс.
- 21-й избирательный округ (2 места): округа Онтарио, Аллегейни, Дженеси, Ниагара, Шатокуа, Каттарогас.

### Выборы 1821 года
На выборах 1821 года, за исключением разделения 21-го округа, географическая площадь избирательных округов осталась такой же, как и на предыдущих выборах 1818 года. Было создано 5 новых округов. Округ Гамильтон был отделен от округа Монтгомери (14-й округ). Округ Освего был создан из частей округов Онейда и Онондага, но эти части остались в своих прежних избирательных округах. 9 марта 1821 года законодательное собрание штата Нью-Йорк разделило 21-й округ на два округа. Округ Онтарио и вновь созданный округ Монро остались в составе 21-го округа, а остальная часть стала новым 22-м округом, включая новые округа Эри и Ливингстон.
- 1-й избирательный округ (2 места):  1-й и 2-й район Нью-Йорк, Кингс, Ричмонд, Куинс и Саффолк.
- 2-й избирательный округ (2 места): Остальные округа Нью-Йорк.
- 3-й избирательный округ: округа Уэстчестер и Рокленд.
- 4-й избирательный округ: округа Датчесс, кроме городов Райнбек и Клинтон, Патнам.
- 5-й избирательный округ: округ Колумбия, города Райнбек и Клинтон округа Датчесс.
- 6-й избирательный округ: округ Ориндж.
- 7-й избирательный округ: округа Алстер и Салливан.
- 8-й избирательный округ: округа Грин и Делавэр.
- 9-й избирательный округ: округ Олбани.
- 10-й избирательный округ: округ Ренселер.
- 11-й избирательный округ: округ Саратога.
- 12-й избирательный округ (2 места): округа Вашингтон, Клинтон, Эссекс, Франклин, Уоррен
- 13-й избирательный округ: округа Скохари и Скенектади.
- 14-й избирательный округ: округ Монтгомери, город Данубе округа Херкимер.
- 15-й избирательный округ (2 места): округа Шенанго, Отсиго, Брум.
- 16-й избирательный округ: округ Онайда и часть территории округа Осуиго (бывшая часть территории округа Онайда).
- 17-й избирательный округ: округа Херкимер, кроме города Данубе, и Мадисон.
- 18-й избирательный округ: округа Джефферсон, Сент-Лоренс и Льюис.
- 19-й избирательный округ: округа Онондага, Кортленд и часть территории округа Осуиго (бывшая часть территории округа Онондага).
- 20-й избирательный округ (2 места): округа Стьюбен, Тайога, Кейюга, Сенека, Томпкинс.
- 21-й избирательный округ: округа Онтарио и Монро.
- 22-й избирательный округ: Аллегейни, Дженеси, Ниагара, Шатокуа, Каттарогас, Эри, Ливингстон.

### Выборы 1822 года
17 апреля 1822 года законодательное собрание штата Нью-Йорк перераспределило избирательные округа в соответствии с данными переписи населения США 1820 года. Количество округов было увеличено до 30, количество мест было увеличено до 34, впервые создав трехместный округ и сохранив два двухместных округа.
- 1-й избирательный округ: округа Куинс и Саффолк.
- 2-й избирательный округ: округа Кингс, Ричмонд, Рокленд.
- 3-й избирательный округ (3 места): Нью-Йорк.
- 4-й избирательный округ: округа Патнам, Уэстчестер.
- 5-й избирательный округ: округ Датчесс.
- 6-й избирательный округ: округ Ориндж.
- 7-й избирательный округ: округа Алстер и Салливан.
- 8-й избирательный округ: округ Колумбия.
- 9-й избирательный округ: округ Ренселер.
- 10-й избирательный округ: округ Олбани.
- 11-й избирательный округ: округа Грин и Делавэр.
- 12-й избирательный округ (2 места): округа Скенектади и Скохари.
- 13-й избирательный округ: округ Отсиго.
- 14-й избирательный округ: округ Онейда.
- 15-й избирательный округ: округ Херкимер.
- 16-й избирательный округ: округ Монтгомери.
- 17-й избирательный округ: округ Саратога.
- 18-й избирательный округ: округ Вашингтон.
- 19-й избирательный округ:  округа Клинтон, Эссекс, Франклин, Уоррен.
- 20-й избирательный округ (2 места): округа Джефферсон, Осуиго, Сент-Лоренс и Льюис.
- 21-й избирательный округ: округа Шенанго, Брум.
- 22-й избирательный округ: округа Кортленд, Мадисон.
- 23-й избирательный округ: округ Онондага.
- 24-й избирательный округ: округ Кейюга.
- 25-й избирательный округ: округа  Тайога, Томпкинс.
- 26-й избирательный округ (2 места): округа Онтарио, Сенека.
- 27-й избирательный округ: округа Ливингстон, Монро.
- 28-й избирательный округ: округа Аллегейни, Каттарогас, Стьюбен.
- 29-й избирательный округ: округ Дженеси.
- 30-й избирательный округ: округа Эри, Ниагара, Шатокуа.

### Выборы 1824 года
Географическая территория избирательных округов осталась такой же, как и на предыдущих выборах в 1822 году. В рамках 26-го округа были созданы два новых округа: округ Уэйн и Йейтс.
- 1-й избирательный округ: округа Куинс и Саффолк.
- 2-й избирательный округ: округа Кингс, Ричмонд, Рокленд.
- 3-й избирательный округ (3 места): Нью-Йорк.
- 4-й избирательный округ: округа Патнам, Уэстчестер.
- 5-й избирательный округ: округ Датчесс.
- 6-й избирательный округ: округ Ориндж.
- 7-й избирательный округ: округа Алстер и Салливан.
- 8-й избирательный округ: округ Колумбия.
- 9-й избирательный округ: округ Ренселер.
- 10-й избирательный округ: округ Олбани.
- 11-й избирательный округ: округа Грин и Делавэр.
- 12-й избирательный округ: округа Скенектади и Скохари.
- 13-й избирательный округ: округ Отсиго.
- 14-й избирательный округ: округ Онейда.
- 15-й избирательный округ: округ Херкимер.
- 16-й избирательный округ: округ Монтгомери.
- 17-й избирательный округ: округ Саратога.
- 18-й избирательный округ: округ Вашингтон.
- 19-й избирательный округ:  округа Клинтон, Эссекс, Франклин, Уоррен.
- 20-й избирательный округ (2 места): округа Джефферсон, Осуиго, Сент-Лоренс и Льюис.
- 21-й избирательный округ: округа Шенанго, Брум.
- 22-й избирательный округ: округа Кортленд, Мадисон.
- 23-й избирательный округ: округ Онондага.
- 24-й избирательный округ: округ Кейюга.
- 25-й избирательный округ: округа  Тайога, Томпкинс.
- 26-й избирательный округ (2 места): округа Онтарио, Сенека, Уэйн, Йейтс.
- 27-й избирательный округ: округа Ливингстон, Монро.
- 28-й избирательный округ: округа Аллегейни, Каттарогас, Стьюбен.
- 29-й избирательный округ: округ Дженеси.
- 30-й избирательный округ: округа Эри, Ниагара, Шатокуа.

### Выборы 1826 года
Географическая территория избирательных округов осталась такой же, как и на предыдущих выборах в 1824 году. Был создан только 1 округ: округ Орлинс был отделен от округа Дженеси (29-й округ)
- 1-й избирательный округ: округа Куинс и Саффолк.
- 2-й избирательный округ: округа Кингс, Ричмонд, Рокленд.
- 3-й избирательный округ (3 места): Нью-Йорк.
- 4-й избирательный округ: округа Патнам, Уэстчестер.
- 5-й избирательный округ: округ Датчесс.
- 6-й избирательный округ: округ Ориндж.
- 7-й избирательный округ: округа Алстер и Салливан.
- 8-й избирательный округ: округ Колумбия.
- 9-й избирательный округ: округ Ренселер.
- 10-й избирательный округ: округ Олбани.
- 11-й избирательный округ: округа Грин и Делавэр.
- 12-й избирательный округ: округа Скенектади и Скохари.
- 13-й избирательный округ: округ Отсиго.
- 14-й избирательный округ: округ Онейда.
- 15-й избирательный округ: округ Херкимер.
- 16-й избирательный округ: округ Монтгомери.
- 17-й избирательный округ: округ Саратога.
- 18-й избирательный округ: округ Вашингтон.
- 19-й избирательный округ:  округа Клинтон, Эссекс, Франклин, Уоррен.
- 20-й избирательный округ (2 места): округа Джефферсон, Осуиго, Сент-Лоренс и Льюис.
- 21-й избирательный округ: округа Шенанго, Брум.
- 22-й избирательный округ: округа Кортленд, Мадисон.
- 23-й избирательный округ: округ Онондага.
- 24-й избирательный округ: округ Кейюга.
- 25-й избирательный округ: округа  Тайога, Томпкинс.
- 26-й избирательный округ (2 места): округа Онтарио, Сенека, Уэйн, Йейтс.
- 27-й избирательный округ: округа Ливингстон, Монро.
- 28-й избирательный округ: округа Аллегейни, Каттарогас, Стьюбен.
- 29-й избирательный округ: округа Дженеси, Орлинс.
- 30-й избирательный округ: округа Эри, Ниагара, Шатокуа.

### Выборы 2002 года
- Карта избирательных округов Нью-Йорка с 2003 г. по настоящее время.

## Бывшие округа
- 28-й избирательный округ, устарел после переписи населения США 2020 года.
- 28-й избирательный округ, устарел после переписи населения США 2010 года.
- 29-й избирательный округ, устарел после переписи населения США 2010 года.
- 30-й избирательный округ, устарел после переписи населения США 2000 года.
- 31-й избирательный округ, устарел после переписи населения США 2000 года.
- 32-й избирательный округ, устарел после переписи населения США 1990 года.
- 33-й избирательный округ, устарел после переписи населения США 1990 года.
- 34-й избирательный округ, устарел после переписи населения США 1990 года.
- 35-й избирательный округ, устарел после переписи населения США 1980 года.
- 36-й избирательный округ, устарел после переписи населения США 1980 года.
- 37-й избирательный округ, устарел после переписи населения США 1980 года.
- 38-й избирательный округ, устарел после переписи населения США 1980 года.
- 39-й избирательный округ, устарел после переписи населения США 1980 года.
- 40-й избирательный округ, устарел после переписи населения США 1970 года.
- 41-й избирательный округ, устарел после переписи населения США 1970 года.
- 42-й избирательный округ, устарел после переписи населения США 1960 года.
- 43-й избирательный округ, устарел после переписи населения США 1960 года.
- 44-й избирательный округ, устарел после переписи населения США 1950 года.
- 45-й избирательный округ, устарел после переписи населения США 1950 года.

## Внешние ссылки
- New York Congressional Districts (2009), Общественная библиотека Нью-Йорка
- History of the Size Representatives Apportioned to Each State (1st to 23rd Census, 1790–2010), Палата представителей Конгресса США